# Mahlon Romeo
Mahlon Beresford Baker Romeo (Westminster, Londres, Reino Unido, 19 de septiembre de 1995) es un futbolista profesional de Antigua y Barbuda que juega como defensor y se encuentra sin equipo tras abandonar el Cardiff City F. C. También forma parte de la selección de fútbol de Antigua y Barbuda.

## Trayectoria

### Gillingham
Romeo se unió al Gillingham en el verano de 2012 con una beca de dos años, habiendo jugado anteriormente en las academias de los clubes Arsenal y Wycombe Wanderers. En enero de 2013, se unió al Dover atlético de la  National League South en un préstamo de la juventud. Hizo su debut en una derrota fuera de casa por 5-2 ante Farnborough, mientras que su debut profesional fue en el último día de la temporada 2012-13 cuando los Gills se coronaron campeones de la English Football League Two, tras derrotar por 3-2 a domicilio al Burton Albion.

### Millwall
En el verano de 2015 fichó por el Millwall y apareció regularmente en el primer equipo en la segunda mitad de su primera temporada con los Lions. Marcó en su debut con el club en una victoria por 3-0 en la Liga Uno en febrero de 2016 contra Walsall. En mayo de 2017 jugó los 90 minutos completos cuando los Lions derrotaron al Bradford City 1-0 en la final de los playoffs de la Football League One 2016-17 en el estadio de Wembley para ganar el ascenso al campeonato.
Luego anotó su primer gol de la temporada 2017-18 del equipo en la victoria por 3-1 sobre Sheffield United.

## Clubes
| Club                          | País       | Año       |
| ----------------------------- | ---------- | --------- |
| Gillingham F. C.              | Inglaterra | 2013      |
| Dover Athletic F. C. (cedido) | Inglaterra | 2013      |
| Gillingham F. C.              | Inglaterra | 2014-2015 |
| Millwall F. C.                | Inglaterra | 2015-2021 |
| Portsmouth F. C. (cedido)     | Inglaterra | 2021-2022 |
| Cardiff City F. C.            | Gales      | 2022-2024 |

## Vida personal
Romeo es hijo del productor musical y músico Jazzie B, más conocido como el líder del grupo de R&B, Soul II Soul.